# Indomolgus
Genre
Indomolgus est un genre de copépodes de la famille des Rhynchomolgidae.

## Distribution
Les espèces de ce genre sont endémiques de l'océan Indien.
Les espèces de ce genre sont associées à des zoanthides et scléractiniaires.

## Liste des espèces
Selon World Register of Marine Species (24 décembre 2017) :
- Indomolgus brevisetosus Humes & Ho, 1966
- Indomolgus diversus Humes & Ho, 1966
- Indomolgus humesi Nair & Pillai, 1987
- Indomolgus mutatus Humes & Ho, 1966

## Publication originale
- Humes & Ho, 1966 : New lichomolgid copepods (Cyclopoida) from zoanthid coelenterates in Madagascar. Cahiers de l'Office de la Recherche scientifique et technique Outre-Mer (ORSTOM), Série Océanographie, vol. 4, no 2, p. 3-17.